# Peristylus elisabethae
Peristylus elisabethae är en orkidéart som först beskrevs av John Firminger Duthie, och fick sitt nu gällande namn av R.K.Gupta. Peristylus elisabethae ingår i släktet Peristylus och familjen orkidéer. Inga underarter finns listade i Catalogue of Life.